# 粉河町
粉河町（こかわちょう）は、和歌山県にあった町である。那賀郡に属した。
2005年（平成17年）11月7日、打田町・那賀町・桃山町・貴志川町と合併して紀の川市となり消滅した。

## 地理
和歌山県北部に位置する。町の中央を紀ノ川が東西に流れる。大阪市に本社を置く桃谷順天館やゼネル薬品工業はこの粉河町が発祥地である。
- 山：龍門山 (755.9m)、飯盛山 (745.7m)
- 河川：紀ノ川、真国川

### 隣接していた自治体
- 和歌山県
  - 那賀郡 打田町、那賀町、桃山町
  - 伊都郡 かつらぎ町
  - 海草郡 美里町
- 大阪府
  - 貝塚市
  - 泉佐野市

## 歴史
- 1889年（明治22年）4月1日 - 町村制の施行により、那賀郡東毛村・猪垣村・中津川村・藤井村・中山村および粉河村の大部分（飛地を除く）・下丹生谷村の一部（飛地）の区域をもって粉河村が発足。
- 1894年（明治27年）5月1日 - 町制施行して粉河町となる。
- 1955年（昭和30年）
  - 4月1日 - 那賀郡長田村・竜門村・川原村と新設合併し、改めて粉河町が発足。
  - 7月1日 - 那賀郡王子村の一部（大字井田・東野）を編入。
- 1956年（昭和31年）9月30日 - 那賀郡鞆淵村を編入。
- 1971年（昭和46年）10月25日 - 第26回国民体育大会に出席するために来県した天皇、皇后が町立体育館に行幸[1]。
- 2005年（平成17年）11月7日 - 那賀郡打田町・那賀町・桃山町・貴志川町と合併して紀の川市が発足。同日粉河町廃止。

## 教育
- 高等学校
  - 和歌山県立粉河高等学校

中学校
- 粉河町立粉河中学校
- 粉河町立鞆渕中学校

小学校
- 粉河町立粉河小学校
- 粉河町立鞆渕小学校
- 粉河町立川原小学校
- 粉河町立竜門小学校
- 粉河町立長田小学校

## 交通

### 鉄道
- 西日本旅客鉄道（JR西日本）
  - 和歌山線：粉河駅 - 紀伊長田駅

### 道路
- 一般国道
  - 国道24号
- 県道
  - 和歌山県道7号粉河加太線
  - 和歌山県道13号和歌山橋本線
  - 和歌山県道120号上鞆淵那賀線
  - 和歌山県道121号西川原名手市場線
  - 和歌山県道122号西川原粉河線
  - 和歌山県道123号荒見粉河線
  - 和歌山県道124号粉河寺線
  - 和歌山県道126号粉河那賀線

## 観光地
- 粉河寺 - 西国三十三所
- 十禅律院
- 鞆渕八幡神社
- 猿岡山城 - 粉河寺の南側にある秋葉山にあった。石碑が残されている。

## 出身・ゆかりのある人物
- 児玉亮太郎 - 衆議院議員